# Early Winter
Early Winter è il quinto singolo estratto dall'album The Sweet Escape della cantante Gwen Stefani del 2006. La canzone è stata scritta da Tim Rice-Oxley (pianista del gruppo britannico Keane). La versione trasmessa alla radio ed il video musicale sono più corti di un minuto rispetto alla versione registrata su album e singolo.

## Il video
Il video di Early Winter è stato trasmesso la prima volta il 15 novembre 2007 su LAUNCHcast. Il video comincia con una scena in bianco e nero della cantante, distesa sul pavimento con indosso un lungo abito bianco. Le sequenze successive vedono scene in cui la Stefani cammina per le strade o in una stazione, alternate ad altre in cui è di fronte ad uno specchio, mentre la neve cade alle sue spalle. Altre sequenze mostrano Gwen seduta a terra che canta e piange, e altre ancora mentre scende una pioggia di piume rosse in una sala di un palazzo. Nella scena finale si vede la cantante che esce dal palazzo correndo, con indosso un abito verde. La regista Sophie Muller, che ha lavorato in quasi tutti i video della Stefani, ha girato il video fra Milano, Praga e Budapest.

## Tracce
German/Australian CD Single
1. Early Winter (Album Version) - 4:43
2. Early Winter (Live Version) - 6:51

## Classifiche
| Classifica (2008) | Posizione più alta |
| ----------------- | ------------------ |
| Austria           | 22                 |
| Belgio (Fiandre)  | 60                 |
| Brasile           | 98                 |
| Bulgaria          | 38                 |
| Croazia           | 12                 |
| Estonia           | 7                  |
| Finlandia         | 14                 |
| Germania          | 6                  |
| Romania           | 40                 |
| Svizzera          | 12                 |